# Tegenovergestelde ring
In de ringtheorie, een deelgebied van de wiskunde, is het tegenovergestelde van een ring {\displaystyle R} een andere ring, aangeduid met {\displaystyle R^{op}} of {\displaystyle R^{0},} met dezelfde elementen en dezelfde optellingsoperatie, maar waarin de vermenigvuldigingsoperatie in de omgekeerde volgorde wordt uitgevoerd. 
Preciezer uitgedrukt is de tegenovergestelde van een ring {\displaystyle (R,+,\,\cdot \,)} de ring {\displaystyle R^{op}=(R,+,*),} waarin de vermenigvuldiging {\displaystyle *} gedefinieerd is als
{\displaystyle a*b=b\cdot a.}
De operatie 'optellen' is in ringen per definitie altijd commutatief.

## Eigenschappen
Een ring {\displaystyle (R,+,\,\cdot \,)} is commutatief dan en slechts dan als haar tegengestelde commutatief is. Als twee ringen {\displaystyle R_{1}} en {\displaystyle R_{2}} ringisomorf zijn, dan zijn hun tegenovergestelde ringen ook isomorf. De tegenovergestelde ring van de tegenovergestelde ring van een ring is isomorf met die ring. 
Een commutatieve ring is altijd isomorf met zijn tegenovergestelde ring. In de taal van de categorietheorie wordt het isomorfisme gegeven door de identiteitsafbeelding (in de categorie van verzamelingen). Een niet-commutatieve ring kan al dan niet isomorf zijn met zijn tegenovergestelde ring.